# Villars-les-Dombes (tổng)
Tổng Villars-les-Dombes là một tổng của Pháp nằm ở tỉnh Ain trong vùng Rhône-Alpes.

## Địa lý
Tổng này được tổ chức xung quanh Villars-les-Dombes ở quận Bourg-en-Bresse. Độ cao ở đây từ 236 m (La Chapelle-du-Châtelard) đến à 311 m (Monthieux) với độ cao trung bình 276 m.

## Hành chính
| Giai đoạn | Ủy viên          | Đảng | Tư cách |
| --------- | ---------------- | ---- | ------- |
| 2001-2008 | Georges Faverjon |      |         |

## Số đơn vị
Tổng Villars-les-Dombes groupe 10 xã và có dân số 8 830 dân (theo điều tra dân số năm 1999, số lượng không tính trùng).
| Xã                       | Dân số | Mã bưu chính | Mã insee |
| ------------------------ | ------ | ------------ | -------- |
| Birieux                  | 145    | 01330        | 01045    |
| Bouligneux               | 290    | 01330        | 01052    |
| La Chapelle-du-Châtelard | 263    | 01240        | 01085    |
| Lapeyrouse               | 226    | 01330        | 01207    |
| Marlieux                 | 677    | 01240        | 01235    |
| Monthieux                | 578    | 01390        | 01261    |
| Saint-Germain-sur-Renon  | 215    | 01240        | 01359    |
| Saint-Marcel             | 1 059  | 01390        | 01371    |
| Saint-Paul-de-Varax      | 1 187  | 01240        | 01383    |
| Villars-les-Dombes       | 4 190  | 01330        | 01443    |

## Biến động dân số
| 1962                                                     | 1968  | 1975  | 1982  | 1990  | 1999  |
| -------------------------------------------------------- | ----- | ----- | ----- | ----- | ----- |
| 4 044                                                    | 4 476 | 4 933 | 6 099 | 7 302 | 8 830 |
| Nombre retenu à partir de 1962 : dân số không tính trùng |       |       |       |       |       |